# Eliton Júnior
Eliton Pardinho Toreta Júnior, född 26 januari 1998, är en brasiliansk fotbollsspelare som spelar för Varbergs BoIS.

## Karriär
I januari 2022 värvades Eliton av Varbergs BoIS, där han skrev på ett 3,5-årskontrakt. Eliton gjorde allsvensk debut den 3 april 2022 i en 1–0-vinst över IFK Norrköping.